# Лукин, Вениамин Константинович
Вениамин Константинович Лукин (28 августа 1868, Санкт-Петербургская губерния — 4 ноября 1928, Ленинград) — русский морской офицер, контр-адмирал, советский военный историк. 6 июля — 28 июля 1917 года временно исполнял обязанности командующего Черноморским флотом.

## Биография
Из служилых дворян. Отец — отставной майор Константин Миронович Лукин. Определением Департамента Герольдии Правительствующего Сената 12 марта 1892 года и 18 февраля 1893 года признаны в потомственном дворянстве с правом на внесение в третью часть Дворянской родословной книги Алексей, Лидия и Вениамин Константиновы Лукины по ордену Св. Владимира четвёртой степени, полученному их дедом, смотрителем Суропских маяков Мироном Лукиным 22 сентября 1856 года.
Вениамин Константинович Лукин родился 28 августа 1868 года в Санкт-Петербургской губернии. Образование получил в Императорской Николаевской Царскосельской гимназии, в которой он проучился 6 лет: с приготовительного класса (1875) до 5 класса (1882). Поступил в Морское училище воспитанником 5 сентября 1881 года. Действительная служба считается с 29 сентября 1884 года. Произведен в унтер-офицеры (1885); произведен в гардемарины (1886). Произведен по экзамену в мичманы 29 сентября 1887 года и зачислен в 4 флотский экипаж. Произведен в лейтенанты в 1894 году.
В заграничных плаваниях на миноносце «Свеаборг» (с 25.08.1894 — 1895), минном крейсере «Всадник» (1895—1897), минном транспорте «Енисей» (1901—1903). В 1903 году командующий миноносцем «Беспощадный» на Тихом океане, на котором встретил начало русско-японской войны. Зачислен на капитан-лейтенантский оклад в 1904 году.
С 26 января 1904 по 22 декабря в Порт-Артуре в войне с Японией, причем с 26 января по 26 июля в эскадре Тихого океана, командуя миноносцами Беспощадный и Сторожевой, с 16 июля на береговых позициях, заведуя всеми морскими батареями на полуострове Ляотешань до конца осады. Попал в японский плен. В конце марта 1905 года вернулся из японского плена в Россию, в мае назначен старшим офицером минного крейсера «Лейтенант Ильин» Балтийского флота.
Произведен в капитаны 2 ранга 6 декабря 1905 года. В апреле 1906 года получил назначение старшим офицером эскадренного броненосца «Двенадцать Апостолов» Черноморского флота. С ноября 1906 года — старший офицер мореходной канонерской лодки «Черноморец». В декабре 1910 года назначен начальником оперативного отделения штаба Черноморского флота (штаб начальника Действующего флота Чёрного моря), с 1911 года — начальник оперативного отделения штаба командующего Морскими силами Чёрного моря. Произведен в капитаны 1 ранга 6 декабря 1911 года.

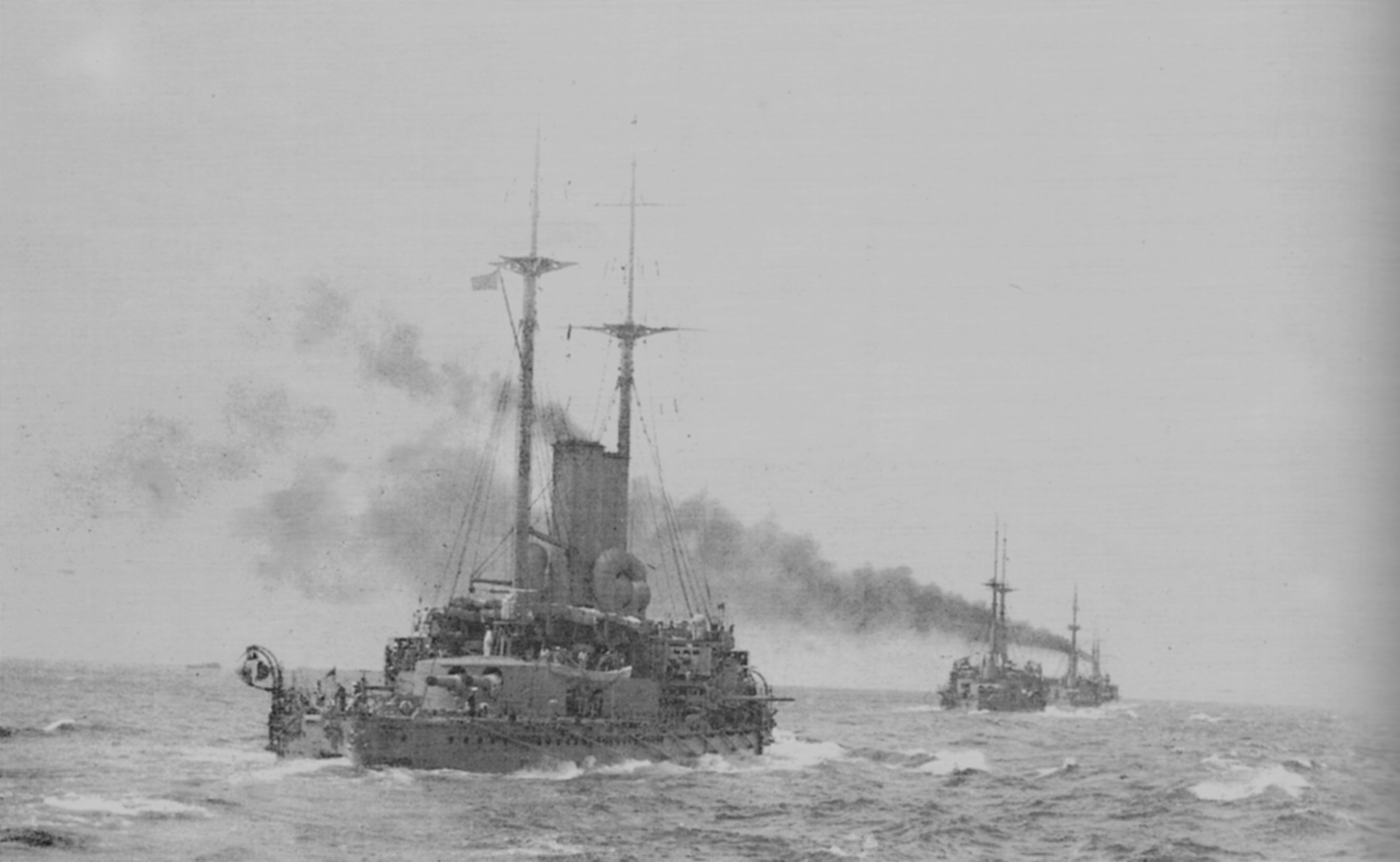
Линейный корабль Три Святителя в боевом походе к Зунгулдаку, 8 марта 1915 года. Фото сделано с линейного корабля Ростислав.

С октября 1913 года — командир линейного корабля «Три Святителя», одновременно исполняет обязанности флаг-капитана 2-й бригады линкоров Чёрного моря. В Первую мировую войну в 1914 году под огнем неприятеля при бомбардировке Севастополя крейсером Гебен, в бою с крейсерами Гебен, Гамидье и Бреслау у берегов Крыма. С занятием русскими войсками Трапезунда руководит портом и базой Кавказской армии. Начальник 2-й бригады линкоров Черноморского флота. В 1915 году участвовал в бомбардировке Зунгулдака, бомбардировке Босфора, в бою с крейсером Гебен у Босфора. Эвакуирован для лечения ран с 9 августа 1916 года. 6 декабря 1916 года был произведён в контр-адмиралы. С 6 июля по 28 июля 1917 года временно исполнял обязанности командующего Черноморским флотом, назначен на должность после отъезда в Петроград А. В. Колчака.
В 1917 году переведен на Балтику, 1 сентября 1917 года назначен членом Адмиралтейств-совета. Принял Октябрьскую революцию, назначен Председателем Комиссии Морского комиссариата по эвакуации Петроградского района. Уволен от службы 13 декабря 1917 года. Член военно-исторической комиссии по описанию и исследованию Первой мировой и Гражданской войны на море. Автор многочисленных научных военно-исторических работ.
Скончался Лукин В. К. 4 ноября 1928 года в Ленинграде, был захоронен на Казанском кладбище Царского Села.

## Награды[1]
- ордена Св. Станислава 3 ст. (1894),
- Королевский орден Камбоджи офицерских знаков (1895),
- Св. Анны 3 ст. (1900),
- Св. Станислава 2 ст. с мечами (1904),
- Св. Владимира 4 ст. с мечами и бантом (1905),
- Св. Анны 2 ст. с мечами (1905),
- Турецкий орден Меджидие 2 ст. со звездой (1908),
- Нагрудный знак защитников Порт-Артура (1914),
- Св. Владимира 3 ст. с мечами (1914).

## Семья[1]
- жена — Людвига Сигизмундовна Лукина, урождённая Самохотская (30 октября 1866).
- дочь — Екатерина Вениаминовна (3 марта 1901).